# ATBONTA
ATBONTA is een voormalig autobusbedrijf uit Anna Paulowna. Het bedrijf werd in 1933 opgericht door de ondernemers H.J. Naaste(n)pad en Prins, die eerder eigen autobusondernemingen hadden.
In 1933 werd twaalf keer per dag heen-en-weer gereden tussen Den Helder en Wieringen. In 1936 werd het 12,5-jarig bestaan (de oprichting van de eerdere, zelfstandige ondernemingen van Naaste(n)pad en Prins meegerekend) van het bedrijf gevierd. Op 22 januari 1938 werd een verzoek om de lijn Den Oever - Van Ewijcksluis - Schagen over te nemen afgekeurd. In 1939 werd het verzoek alsnog ingewilligd.
In 1940 reed ATBONTA naast die buslijn ook de lijn Den Oever - Anna Paulowna - Den Helder. Ook kreeg het bedrijf dat jaar een uitzondering op het toenmalig verbod op motorbrandstoffen. Verder werd ATBONTA in 1940 verkocht aan de NS.
Wegens de brandstofschaarste ging ATBONTA vanaf 1941 op gas rijden. Eveneens in 1941 ging ATBONTA op in de WACO, dat in 1943 weer opging in de NACO.

## Overige activiteiten
ATBONTA reed ook met postbussen tussen Schagen en Wieringen. Daarnaast verzorgde het bedrijf zo nu en dan uitstapjes naar andere delen van het land, zoals in 1935 naar België (samenwerking met autobusondernemer Moorman), Zeeland, en in 1936 naar Assen.
In 1935 opende ATBONTA een winkel voor autobanden en -onderdelen.

## Ongevallen
In oktober 1934 reed een bus van ATBONTA op weg naar Den Oever in de sloot langs de Molgerdijk. De bus moest op de gladde weg uitwijken voor twee meisjes die door het ontbreken van een stoep op de weg liepen. De inzittenden kwamen met de schrik vrij.
Op 22 december 1935 verongelukte een bus van ATBONTA, samen met ander wegverkeer, door gladheid op de rijksweg tussen Den Oever en Hippolytushoef.